# Longeville-lès-Metz
Longeville-lès-Metz è un comune francese di 3 930 abitanti situato nel dipartimento della Mosella, nella regione del Grand Est.
Il territorio di Longeville-lès-Metz è diviso in due parti dal fiume Mosella e confina con i comuni di Le Ban-Saint-Martin, Scy-Chazelles e Montigny-lès-Metz, distando 3 km dal capoluogo Metz.

## Geografia fisica

### Territorio

#### Orografia
Longeville-lès-Metz si trova nella valle della Mosella ai piedi del Monte San Quintino che, con i suoi 358 metri di altezza, è la cima più elevata dell'agglomerato messino.

#### Idrografia

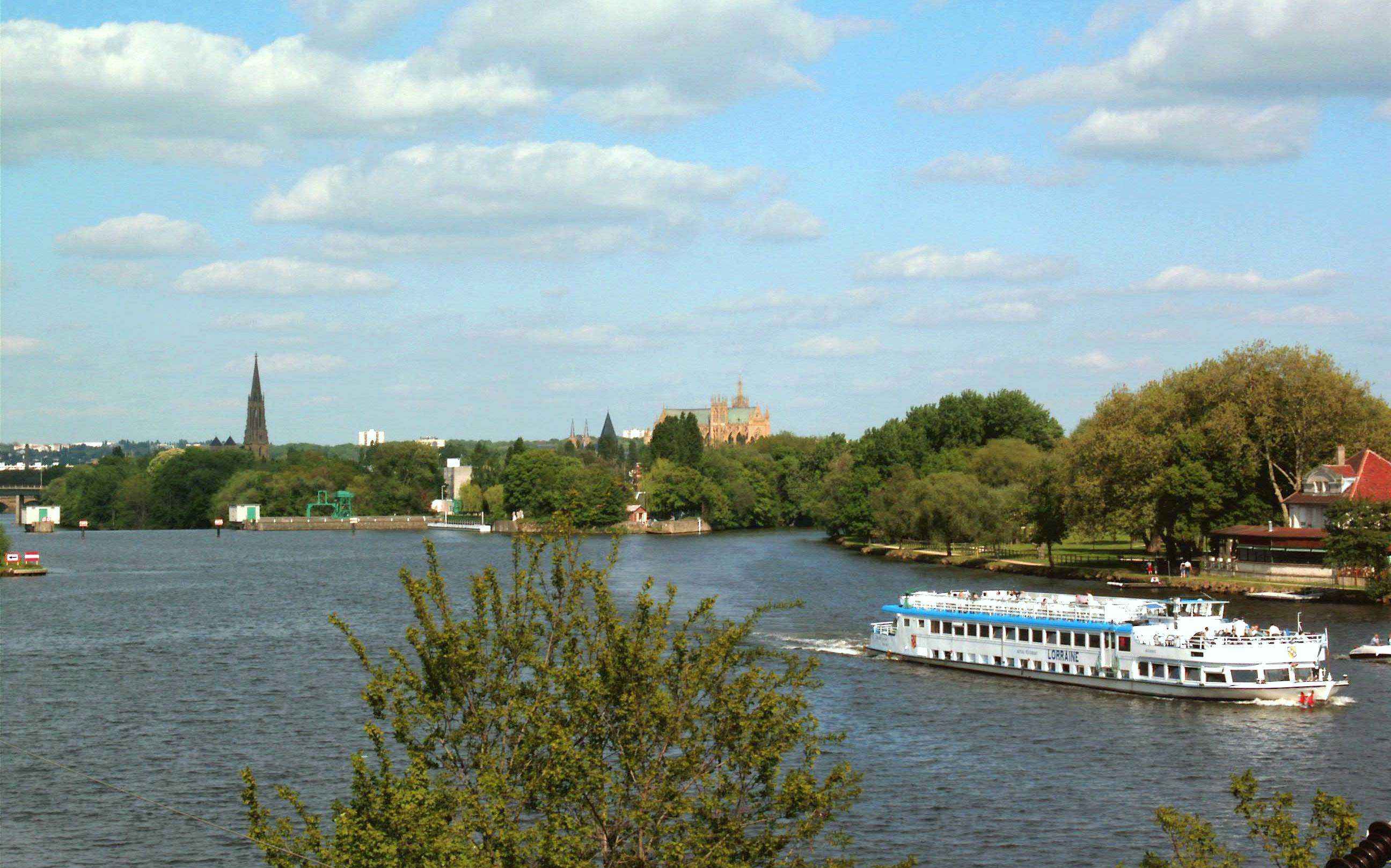
Un braccio della Mosella visto dal ponte di Verdun: sullo sfondo si vede l'isola di Saulcy e, a destra, l'isola Saint-Symphorien.

Longeville-lès-Metz è attraversata dalla Mosella, che ne divide il territorio in due parti e che la separa anche da Metz. Una di queste due parti è l'isola Saint-Symphorien, un'isola fluviale il cui territorio rientra quasi totalmente nella giurisdizione di Longeville-lès-Metz. Proprio nella lanca compresa tra l'isola Saint-Symphorien e l'isola di Saulcy (appartenente a Metz) è stato creato il parco del Plan d'Eau.
Il fiume è stato sottoposto a lavori di canalizzazione a partire dagli anni '50, al fine di permetterne la navigazione tra Francia, Lussemburgo e Germania.
Longeville-lès-Metz è inoltre attraversata dal Ruscello dei Gesuiti, lungo un centinaio di metri, che costituisce un affluente della Mosella.

## Origini del nome
Il toponimo Longeville-lès-Metz è strettamente legato alla collocazione geografica del comune: in epoca gallo-romana l'insediamento era infatti noto come Longa Villa, ossia La città che fiancheggia, con riferimento alla sua posizione ai piedi del monte San Quintino.
Successivamente il nome mutò in Langevilla (attestato nel 910), mentre nel XV secolo comparve la forma Lungeville devant Mets, seguita da Longueville (nel XVII secolo). Il nome attuale Longeville-lès-Metz è attestato dal 1801.
In dialetto lorenese il comune è invece noto col nome Longevelle.

## Storia
Sebbene le prime attestazioni riguardo l'occupazione del sito di Longeville-lès-Metz risalgano all'Età Antica, alcuni reperti archeologici hanno dimostrato che il comune era abitato già durante il Neolitico.
Il villaggio di Longeville-lès-Metz cominciò però a svilupparsi in epoca gallo-romana. Il villaggio venne creato attorno ad un'antica via romana nei pressi dell'attuale quartiere di Longeville-Centre e consisteva in poche fattorie edificate dalle legioni romane e dedite alla produzione di vino. Proprio la viticoltura fu per molti secoli l'attività commerciale principale per gli abitanti del villaggio. Accanto a tale attività, Longeville-lès-Metz fu spesso coinvolta nelle lotte dei centri vicini ed in particolare nelle guerre che la Repubblica messina dovette combattere nel Medioevo per preservare la propria indipendenza. Al fine di proteggere gli abitanti del villaggio, furono dunque create nell'odierno quartiere di Longeville-Centre due caseforti. Ciononostante, il villaggio fu distrutto più volte nel corso di queste lotte.
A partire dal XVII secolo la popolazione di Longeville-lès-Metz, sempre dedita alla viticoltura come principale attività economica, cominciò a crescere, grazie anche alla stabilizzazione del letto del fiume Mosella, che spesso nei secoli precedenti aveva cambiato il proprio percorso inondando le abitazioni del villaggio. Nel XVIII secolo il villaggio conobbe un'ulteriore espansione grazie alla costruzione di maestose dimore da parte della nobiltà messina, che considerava il villaggio come un luogo di villeggiatura.
L'impulso per la vera espansione di Longeville-lès-Metz si ebbe però dopo la sua annessione all'Impero tedesco all'indomani della guerra franco-prussiana del 1870. In particolare, Longeville-lès-Metz venne destinata ad ospitare i militari in servizio nella guarnigione di Metz e nelle fortezze militari costruite nel monte San Quintino. A completare la transizione militare del villaggio fu anche la costruzione della caserma Roques, mentre l'isola Saint-Symphorien, fin lì destinata ad essere esclusivamente terreno di pascolo, venne  inizialmente utilizzata come luogo per le esercitazioni militari; agli esordi del XX secolo i tedeschi avviarono anche lì dei lavori di urbanizzazione volti a ridurre l'impatto delle inondazioni e rendere l'isola vivibile.
Tornata con tutta l'Alsazia-Lorena sotto il controllo francese dopo la prima guerra mondiale, Longeville-lès-Metz fu nuovamente occupata dai tedeschi nel corso del secondo conflitto mondiale. Ribattezzato Langenheim, il comune dovette subire 4 anni di dominio nazista prima di essere liberato il 18 novembre 1944 dalla 5ª Divisione di fanteria dell'esercito americano, guidata dal generale George Patton, nell'ambito della liberazione di Metz.
Nel secondo dopoguerra i francesi proseguirono i lavori di urbanizzazione dell'isola Saint-Symphorien, resisi necessari anche a causa di una violenta inondazione che colpì il comune, e soprattutto l'isola, nel 1947. Tra il 1950 ed il 1965 la Mosella venne quindi sottoposta a lavori di canalizzazione che ne facilitarono la navigabilità, permettendo inoltre lo sviluppo dell'isola Saint-Symphorien.

## Monumenti e luoghi d'interesse

### Architetture religiose

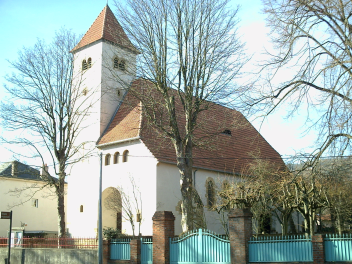
Il tempio protestante

A Longeville-lès-Metz sono presenti tre chiese:
- Chiesa di San Quintino: è la chiesa più antica tra quelle ancora presenti nel comune. Eretta in stile neogotico nel 1867, sorge nel quartiere di Longeville-Centre.[9]
- Chiesa di Saint-Symphorien: sita nel quartiere di Saint-Symphorien, fu costruita nel 1955 per dotare l'omonima isola di un proprio edificio religioso.[13]
- Tempio protestante riformato: costruito tra il 1907 ed il 1908 a Longeville-Centre, la sua edificazione rispose alla volontà dei dominatori tedeschi di dotare il comune di un luogo di culto protestante, analogamente a quanto avvenuto a Metz col Temple Neuf.[14]

### Architetture militari

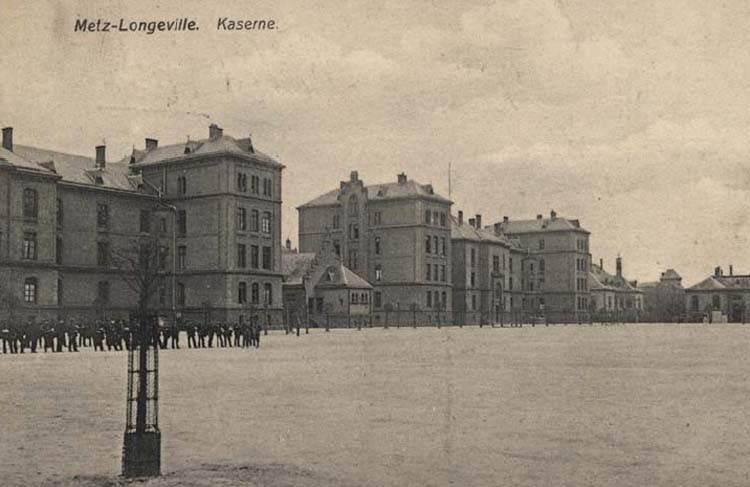
La caserma Roques

Tra le architetture militari di Longeville-lès-Metz sono da annoverare:
- Caserma Roques: oggi nota come Residence San Quintino e destinata ad accogliere studenti universitari, la caserma Roques fu costruita dai tedeschi dopo l'annessione di Metz del 1870 al fine di ospitare la guarnigione che doveva difendere la zona.[10]
- Dongione des Gournay: costruito tra il XII secolo e il XV secolo, il dongione des Gournay è classificato dal 1989 come  monumento storico dal Ministero della cultura.[15]

### Aree naturali

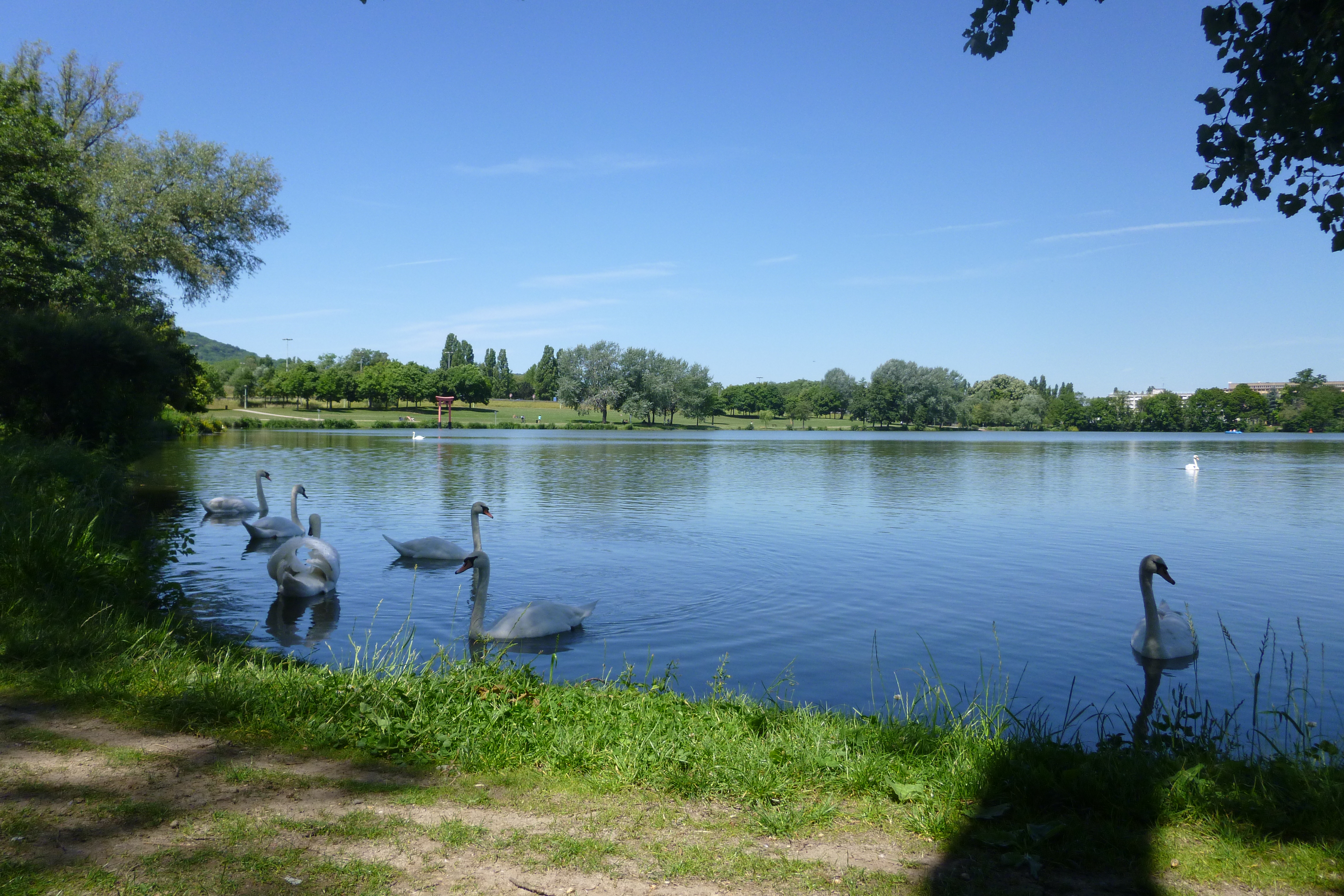
Parco del Plan d'Eau

Il territorio di Longeville-lès-Metz è ricco di zone naturali tutelate. Nella fattispecie, tali zone sono:
- Monte San Quintino: Longeville-lès-Metz sorge ai piedi del monte San Quintino, che dal 1994 è riconosciuto come riserva naturale[16] e rappresenta, con i suoi ettari di foreste e i sentieri naturali, uno dei principali luoghi di escursione, nonché il polmone verde, dell'agglomerato messino.[17]
- Plan d'Eau: realizzato nel 1974 in occasione della costruzione dell'autostrada A31 che doveva attraversare l'isola Saint-Symphorien, il parco del Plan d'Eau sorge in un braccio morto della Mosella compreso tra l'isola Saint-Symphorien e l'isola di Saulcy: in tale braccio morto è stato creato un lago artificiale, nelle cui rive è stato realizzato un parco che oggi, complice anche la sua vicinanza al centro storico di Metz, rappresenta uno degli spazi verdi più importanti per i comuni di Metz e Longeville-lès-Metz.[18]
- Grand Pâtural: il parco del Grand Pâtural sorge anch'esso presso l'isola di Saint-Symphorien, lungo il bordo della Mosella. Esteso per 4 ettari, il parco si caratterizza per la presenza di un vasto arboreto costituito da più di 40 specie di alberi, alcuni dei quali molto rari.[19]

## Società

### Evoluzione demografica
Abitanti censiti

## Geografia antropica

### Quartieri

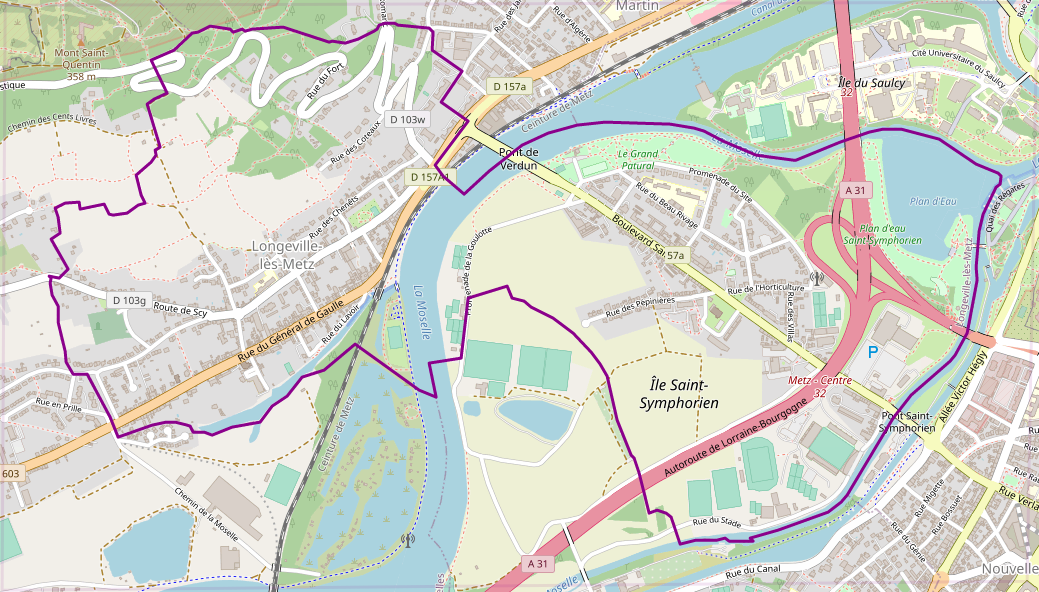
Mappa dei quartieri di Longeville-lès-Metz

Longeville-lès-Metz si divide in due quartieri aventi all'incirca la medesima estensione: Longeville-Centre e l'isola Saint-Symphorien.
Longeville-Centre sorge ai piedi del monte San Quintino e qui era sito l'antico centro gallo-romano. Il quartiere ha conosciuto un ampio sviluppo a partire dal XIX secolo.
L'isola Saint-Symphorien deve invece la sua forma attuale a modifiche urbanistiche intervenute nel corso del XVIII secolo, quando due isole fin lì separate dalla Mosella vennero unificate andando a formare l'isola odierna. Per molto tempo destinata ad essere zona di colture e di pascolo, anche a causa della sua natura paludosa ed il suo essere sottoposta a frequenti inondazioni, dall'inizio del XX secolo l'isola fu oggetto di interventi urbanistici che permisero la riduzione delle inondazioni e resero l'isola abitabile.
I due quartieri, separati dalla Mosella, sono collegati per mezzo del ponte di Verdun. L'isola Saint-Symphorien a sua volta si collega a Metz attraverso il ponte Saint-Symphorien.

## Infrastrutture e trasporti

### Strade
Longeville-lès-Metz è servita dalla Route nationale 3 (qui chiamata rue du Général de Gaulle), che attraversa il quartiere di Longeville-Centre, e dalla Strada Dipartimentale 157a (corrispondente a boulevard Saint-Symphorien) che, partendo da Longeville-Centre, scavalca il ponte di Verdun, attraversa l'isola Saint-Symphorien e l'omonimo ponte e si ricongiunge al centro di Metz.

### Mobilità urbana
Il trasporto pubblico a Longeville-lès-Metz è garantito dall'azienda Le Met', che con i suoi autobus gestisce il trasporto pubblico in tutti i 44 comuni che fanno parte dell'Eurométropole di Metz.
In particolare, Longeville-lès-Metz è servita dalla Linea 5, che collega il quartiere di Metz-Magny al comune di Rozérieulles passando per Longeville-Centre, e dalla Linea 11, che collega il quartiere di Metz Devant-les-Ponts al comune di Saint-Julien-lès-Metz passando per l'isola Saint-Symphorien. Il comune può inoltre attivare su richiesta la Linea 19, che collega Longeville-Centre all'isola Saint-Symphorien.

## Amministrazione

### Sindaci
| Periodo     | Periodo     | Primo cittadino | Partito       | Carica  | Note                          |
| ----------- | ----------- | --------------- | ------------- | ------- | ----------------------------- |
| 1955        | agosto 1987 | Robert Henry    | Divers gauche | Sindaco | Incarico cessato per decesso. |
| 1987        | marzo 1989  | Henri Château   |               | Sindaco |                               |
| marzo 1989  | marzo 2001  | Pierre Rodesch  | Divers droite | Sindaco |                               |
| marzo 2001  | maggio 2020 | Alain Chapelain | Divers droite | Sindaco |                               |
| maggio 2020 | in carica   | Manuel Brocart  | Divers droite | Sindaco |                               |

## Sport

### Impianti sportivi
Longeville-lès-Metz dispone di vari impianti sportivi che nel corso degli anni hanno ospitato varie manifestazioni sportive. Tuttavia, la gestione di questi è stata generalmente demandata al comune di Metz. Tali impianti sono:
- Stadio Saint Symphorien: costruito nel 1923, è dotato di 25 636 posti ed è utilizzato prevalentemente per manifestazioni calcistiche e raramente per concerti.[26] Ospita le partite casalinghe del Football Club de Metz.[27]
- Complesso sportivo Saint Symphorien: realizzato nel 1968 e ricostruito nel 2002 dopo un incendio che lo aveva devastato nel 1999,[28] il complesso sportivo Saint Symphorien è situato a poca distanza dall'omonimo stadio di calcio e viene utilizzato per manifestazioni sportive connesse a tennistavolo, ginnastica artistica, tiro con l'arco, pallavolo, pallacanestro, boxe, badminton, tennis e pallamano.[29]
- Ice Arena: situata accanto al Complesso sportivo Saint Symphorien, è la pista di pattinaggio della città. Ospita le partite del Metz Hockey Club.[30]